# Infinity Ward
Infinity Ward, Inc. ist ein US-amerikanisches Entwicklerstudio für Computerspiele, das insbesondere als Schöpfer der Reihe Call of Duty bekannt ist. Seit 2003 ist das Studio Teil des US-amerikanischen Publishers Activision (seit 2008 Activision Blizzard). Der vielfach ausgezeichnete Entwickler hat seinen Hauptsitz in Los Angeles, Kalifornien und weitere Standorte in Polen, Mexiko und Austin, Texas.

## Unternehmensgeschichte
Das Unternehmen wurde im August 2001 von 22 ehemaligen Entwicklern gegründet, die zuvor für 2015 Games an Medal of Honor: Allied Assault arbeiteten. Nachdem der Publisher Activision im Mai des Jahres 2002 bereits einen Unternehmensanteil von 30 Prozent erworben hatte, übernahm dieser Ende Oktober 2003 die verbleibenden 70 Prozent des Unternehmens. Geleitet wird Infinity Ward von Präsident und Mitbegründer Grant Collier.
Am 1. März 2010 wurden Präsident Jason West und CEO Vince Zampella von Activision entlassen, die im April 2010 ein neues Entwicklungsstudio namens Respawn Entertainment gründeten und eine Kooperation mit Activisions Konkurrenten Electronic Arts (EA) ankündigten. In Folge verließen 25 weitere Mitarbeiter Infinity Ward. Es kam zu mehreren gegenseitigen Klagen zwischen Activision und seinen ehemaligen Mitarbeitern sowie Konkurrent EA.

## Call of Duty
Call of Duty, die erste Veröffentlichung von Infinity Ward, gewann zahlreiche Auszeichnungen als bestes Spiel. Die Fortsetzung Call of Duty 2 wurde allein in den Vereinigten Staaten über eine Million Mal verkauft. Auch Call of Duty 4: Modern Warfare wurde zu einem Verkaufserfolg und konnte insgesamt über elf Millionen Einheiten absetzen. Laut Activision Blizzard brach Call of Duty: Modern Warfare 2 mit 4,7 Millionen verkauften Exemplaren in den ersten 24 Stunden in den USA und Großbritannien einen Verkaufsrekord, welcher jedoch schon von Call of Duty: Modern Warfare 3 mit 6,5 Millionen verkauften Einheiten am ersten Tag übertroffen wurde.

## Titel
- Call of Duty (2003)
- Call of Duty 2 (2005)
- Call of Duty 4: Modern Warfare (2007)
- Call of Duty: Modern Warfare 2 (2009)
- Call of Duty: Modern Warfare 3 (2011)
- Call of Duty: Ghosts (2013)
- Call of Duty: Infinite Warfare (2016)
- Call of Duty: Modern Warfare (2019)
- Call of Duty: Warzone (2020)
- Call of Duty: Modern Warfare II (2022)
- Call of Duty: Warzone 2.0 (2022)